# Lullaby (canção de The Cure)
"Lullaby" é um single da banda inglesa The Cure, lançado dia 4 de abril de 1989 pela gravadora Fiction Records.

## Faixas

### 7": Fiction / fics 29 (UK)
1. "Lullaby"
2. "Babble"

### 7": Elektra / 7-69249 (US)
1. "Lullaby"
2. "Homesick [Live]"

### 12": Fiction / ficx 29 (UK)
1. "Lullaby" (Extended Mix)
2. "Babble"
3. "Out Of Mind"

### 12": Elektra / 0 66664 (US)
1. "Lullaby (Extended Mix)"
2. "Homesick [Live]"
3. "Untitled [Live]"

### CD: Fiction / ficcd 29 (UK)
1. "Lullaby [Remix]"
2. "Babble"
3. "Out Of Mind"
4. "Lullaby [Extended Mix]"

## Chart semanal
| Chart (1989)                                   | Peak position |
| ---------------------------------------------- | ------------- |
| Austrália (ARIA)                               | 28            |
| Áustria (Ö3 Austria Top 75)                    | 5             |
| Bélgica (Ultratop 50 de Flandres)              | 15            |
| França (SNEP)                                  | 22            |
| O campo songid é OBRIGATÓRIO PARA PARADA ALEMÃ | 3             |
| Ireland (IRMA)                                 | 3             |
| Italy (Hit Parade Italia)                      | 7             |
| Países Baixos (Single Top 100)                 | 8             |
| Nova Zelândia (Recorded Music NZ)              | 7             |
| Noruega (VG-lista)                             | 5             |
| Suíça (Schweizer Hitparade)                    | 14            |
| Reino Unido (UK Singles Chart)                 | 5             |
| Estados Unidos (Billboard Hot 100)             | 74            |
| Estados Unidos (Billboard Alternative Airplay) | 23            |
| Estados Unidos (Billboard Dance Club Songs)    | 31            |

 
|